# Opuntienspinne

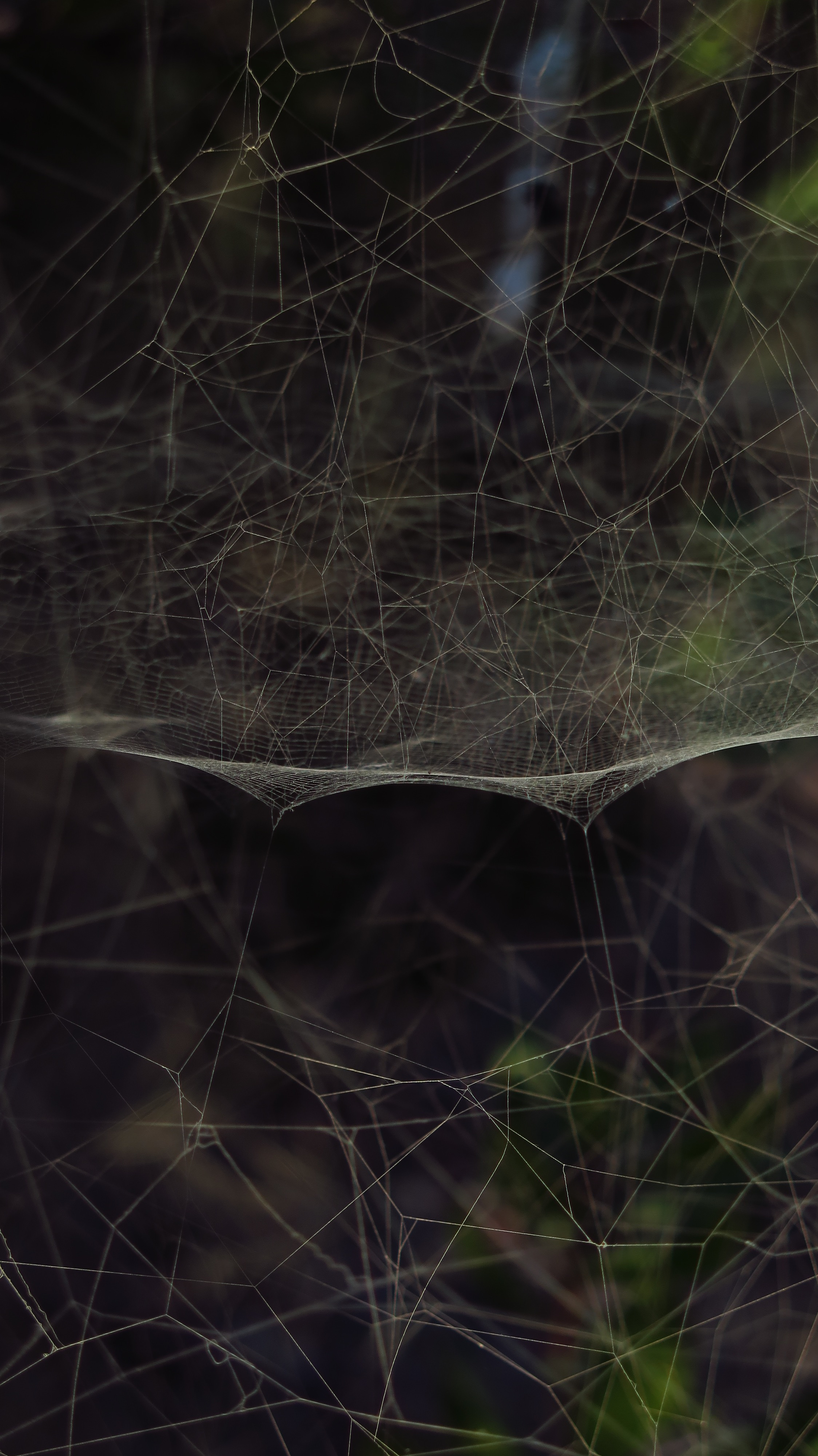
Netz der Opuntienspinne auf der Insel Korčula, Kroatien

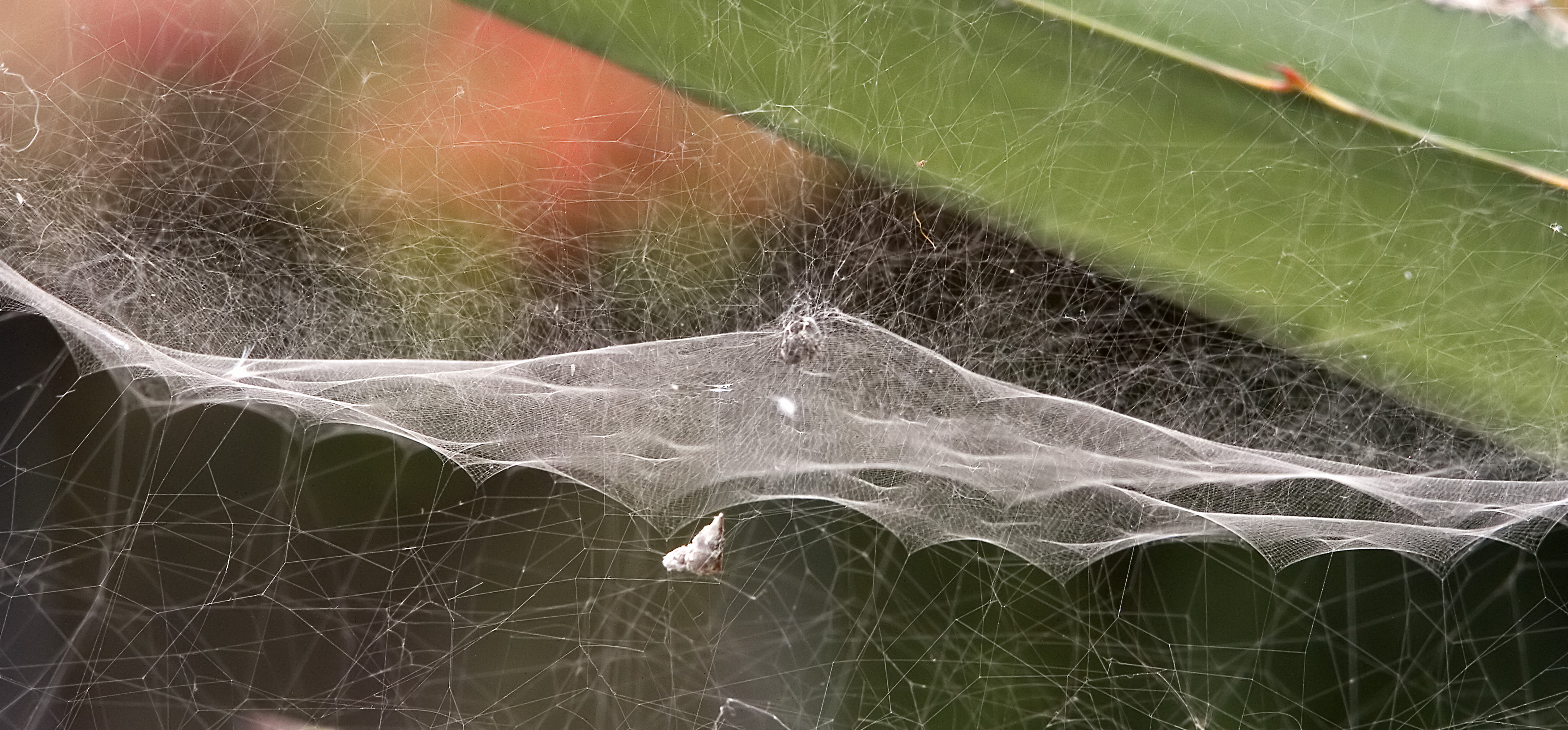
Netz der Opuntienspinne

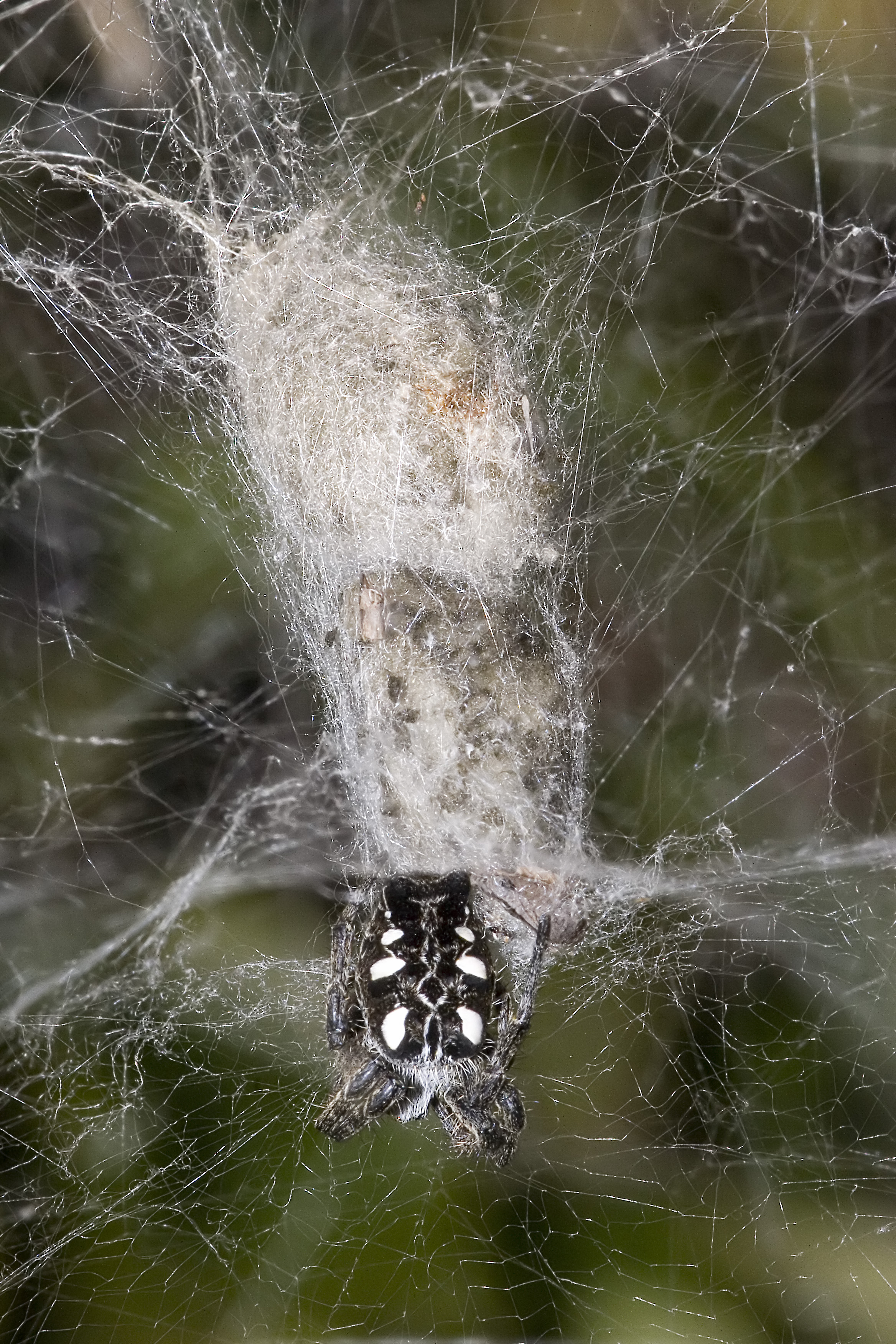
Eikokons der Opuntienspinne

Die Opuntienspinne (Cyrtophora citricola) ist eine im Mittelmeerraum häufig anzutreffende Spinnenart aus der Familie der Echten Radnetzspinnen.

## Merkmale
Die Opuntienspinne ist etwas kleiner als die bekannte Gartenkreuzspinne, wobei der Größenunterschied zwischen den Geschlechtern bei Cyrtophora citricola aber viel größer ist: Männchen haben eine Körperlänge von 2 bis 4 mm, Weibchen werden 10 bis 15 mm lang.
Der Vorderkörper (Prosoma) ist einfarbig hell beigebraun oder schwarz und stark weiß behaart. Der weniger dicht behaarte Hinterkörper (Opisthosoma) ist länglich-oval und trägt drei Paare sehr auffälliger Höcker. Die Höcker befinden sich an der Vorderkante, etwa auf Höhe des ersten Drittels sowie am Ende des Opisthosomas und weisen jeweils leicht nach außen. Die Grundfärbung des Opisthosomas ist entsprechend dem Prosoma entweder recht einheitlich gelblich braun oder schwarz. Es zeigt in der Mitte ein Band unregelmäßiger, dunkler und hell gerandeter, schmal-lanzettlicher oder ovaler Flecken und außerdem drei seitlich angeordnete paarige Flecken. Diese sind bei bräunlichen Tieren schwärzlich, bei schwarzen Tieren jedoch sehr auffallend leuchtend weiß.
Die Beine sind bei bräunlichen Tieren nicht sehr kontrastreich hell/dunkel geringelt, bei schwarzen Tieren hingegen ebenfalls einfarbig schwarz.

## Lebensraum und Verbreitung
Die Opuntienspinne besiedelt große Teile der Tropen und Subtropen der Alten Welt. Auf dem amerikanischen Kontinent wurde die Art erstmals 1996 in Kolumbien nachgewiesen, und sie breitet sich seitdem offenbar in der Neuen Welt schnell aus. In der  Dominikanischen Republik wurde sie 1999 nachgewiesen, in Florida im Jahr 2000, in Kuba und Brasilien 2003.
In Europa kommt die Art in Portugal, Spanien, Frankreich, Italien einschließlich Sizilien und Sardinien, in Griechenland sowie auf Malta vor. Ferner sind Madeira und die Kanarischen Inseln besiedelt.

## Systematik

### Unterarten
Neben der Nominatform werden drei Unterarten unterschieden:
- C. c. abessinensis Strand, 1906. (Äthiopien)
- C. c. lurida Karsch, 1879. (Westafrika)
- C. c. minahassae Merian, 1911. (Sulawesi)

## Lebensweise
Die Art bewohnt sonnenexponierte Bereiche mit niedriger, sehr stabiler Vegetation, im Mittelmeerraum befinden sich die Netze meist in dort eingebürgerten Opuntien. Geschlechtsreife Individuen treten im Mittelmeerraum von Juni bis September auf.

### Netzbau und Beutefang
Die Netze der Opuntienspinne zählen zu den komplexesten Spinnennetzen – für den Bau benötigen die Weibchen mehrere Nächte. Die Spinne baut ein horizontales Radnetz, das einen Durchmesser von 50 bis 60 Zentimetern erreicht. Die Netzmitte ist trichterförmig nach oben erweitert; dort befindet sich das Versteck der Spinne. Von diesem zentralen Trichter aus werden Radien nach außen gezogen. Überschreitet der Abstand zwischen den Radien etwa einen Millimeter, zieht die Spinne dazwischen einen weiteren Radius ein, so dass die Anzahl der Radien von innen nach außen immer mehr zunimmt.
An diesen Radien wird dann eine sehr enge Fangspirale befestigt, die im Gegensatz zu allen übrigen Radnetzspinnen nur aus einem glatten Faden besteht und keine Klebetropfen aufweist. Dieses Radnetz wird nach unten mit Spannfäden stabil verankert. Über dem Radnetz werden überall zahlreiche „Stolperfäden“ eingezogen, so dass fliegende Beute, die gegen diese stößt, auf das Radnetz fällt. Die Spinne eilt dann von unten heran, greift die Beute von unten durch das Netz, wickelt sie ein und trägt sie ins Versteck im Trichter.

### Fortpflanzung
Die Weibchen legen im Sommer mehrere Kokons an, diese werden untereinander über dem zentralen Trichter befestigt, so dass ein wurstförmiges Gebilde entsteht.

## Gefährdung
Die Art ist in geeigneten Lebensräumen häufig und ungefährdet.